# みんなのGOLF
×
みんなのGOLF（みんなのゴルフ、通称：みんゴル）は、ソニー・インタラクティブエンタテインメントが発売しているゴルフゲームのシリーズ。シリーズの全世界累計実売本数は2017年時点で1,400万本を超える。
第1作は口コミによるロングヒットで200万本以上（廉価版を含む）を売り上げ、手軽に楽しめるゴルフゲームの定番としてシリーズ化。続編の2、3、4はミリオンセラー、ポータブルと5（廉価版を含む）はハーフミリオンを達成している。主役となるキャラクターはシリーズを通し、女子高生である事も特徴の一つ。
パソコンゲーム時代からゴルフゲームを作り続けている村守将志がキャメロット在籍時に高橋秀五らと共に1作目を製作。2作目以降は村守らはキャメロットから独立、スタッフを一新してクラップハンズを結成して開発していた。その後、クラップハンズは2019年「みんなのGOLF VR」までを手掛け、2025年「みんなのGOLF WORLD」はハイドが開発を担当している。

## シリーズ一覧

### 本編
みんなのGOLF

1997年7月17日発売（PS）、ザ・ベスト版1999年3月25日発売
通常コース6コース パットゴルフコース1コース
シリーズ第1作。この作品はキャメロットでの開発で、コースデザインは村守将志、高橋秀五のほかに、宇野正明が最終コースのエキストラコースを設計していた。コース数は通常コースが6+パットゴルフ用コース。音楽担当は桜庭統。この作品のみ、プレー終了時に「GAME OVER」と表記されていた（後の作品では「お疲れ様でした。何かボタンを押してください」に置き換え）。
国内累計出荷本数は213万本。
みんなのGOLF 2

1999年7月29日発売（PS）・PocketStation対応
通常コース7コース ショートコース1コース
シリーズ第2作。キャメロットを退社した村守がクラップハンズを創立し、この作品からクラップハンズの制作となる。スズキの登場もこの作品から。グリーンは全ホールとも平坦な代わりに、「芝目」の向きを読んでパッティングを行うことが特徴的だった。前作と比べ、英語表記が減っており、英語からカタカナに移行されたものが多い（例：FAIR WAY→フェアウェイ など）。この作品にはレギュラーティやバックティの概念はない。
国内累計出荷本数は149万本。
みんなのGOLF 3

2001年7月26日発売（PS2）
通常コース5コース ショートコース1コース
シリーズ第3作。コース数は5（ショートコースを含め6）とシリーズ中最少だが、ハードの進化に伴い視聴覚面が強化された。この作品でグロリアが初登場。みんごる段位システム、ショットポイントシステムもこの作品から登場。グリーンの傾斜制度も復活し、現行のみんなのGOLFのシステムを築いた。操作可能な各キャラには声優（例：スズキ＝西村知道、グロリア＝井上喜久子）がつき、しゃべるようになる。前作までと比べ、プレーヤーキャラの飛距離と、コースの距離のインフレが進んでいる。
国内累計出荷本数は139万本。
みんなのGOLF 4

2003年11月27日発売（PS2）
通常コース12コース ショートコース1コース パットゴルフコース2コース（各9H）
シリーズ第5作。川奈ホテルG.C.と富士桜C.C.の2コースが実名コースとしては初めて収録された。また、初代で好評だったパットゴルフを復活し（初代のものとはルールが違う）、2や3のキャラも一部復活した。前作の5コースもすべて収録し、ショートコースも含めば13コースあることになる。
みんなのGOLF 5

2007年7月26日発売（PS3）
通常コース8コース（内ダウンロードコンテンツ2コース）
シリーズ第7作。基本無料のオンラインプレイモード搭載。グラフィックが大幅にグレードアップしている。従来のパワーゲージ型のショット方法に加え、アナログ風操作の「本格ショット」を搭載。
2013年3月31日をもってオンラインサービスは終了した。
みんなのGOLF 6

2011年12月17日発売（PS Vita）、2012年11月22日発売（PS3）
通常コース9コース（内ダウンロードコンテンツ3コース、PS3版においてはダウンロードコンテンツは1コース）
シリーズ第9作。PlayStation Vita（PS Vita）本体と同時発売。「エキストラパワーショット」、「逆算型クラブ選択」など、PS Vitaの特性を最大限活用した操作方法が特徴。ショット方式はさらに3種類が追加され、全部で5種類になった。2012年に発売されるPS3版は、新モードの追加や難易度の調整が行われている。
2017年12月21日をもってオンラインサービスは終了した。
New みんなのGOLF

2017年8月31日発売（PS4）
通常コース10コース（内ダウンロードコンテンツ5コース）
シリーズ第10作。原点回帰をテーマとして開発された。オンラインモードは広大なオープンワールドとなり、ゴルフ以外に釣りや昼寝、スカイダイビングなど好きな遊びが出来る。スズキも再登場し、司会を務める他キャディとしても活躍する。グロリアは登場しない。今作は通常のライバルキャラは登場せず、自作のキャラをゲーム開始時に作る形式となっている。またチャンピオンティー（原則バックティーの後ろにある）も存在し、コース距離のインフレがさらに進んでいる。
2022年9月30日をもってオンラインサービスは終了した。
みんなのGOLF VR
2019年6月7日発売（PlayStation VR）
シリーズ第11作。PS VR専用タイトル。同品の特徴を生かしたゲーム設計となっており、主観視点でプレーする。グロリアがキャディとして登場。

みんなのGOLF WORLD
2025年9月4日発売（PS5、Switch、Steam）
シリーズ第12作。今作はハイドが開発し、バンダイナムコエンターテインメントから発売される。本編シリーズでは初めてプレイステーション以外の据え置き機でも発売される。竜巻が出現したりモノリスが落下してきたりするバラエティモードが登場。キャラクター総数はシリーズ最多となっており、スズキやグロリア等、『4』〜『6』のヒロインが勢揃いし、『2』~『6』までの過去キャラが一部勢揃いする。ただし、声優は一部を除き変更されている。

### ポータブル
みんなのGOLF ポータブル

2004年12月12日発売（PSP）
通常コース6コース パットゴルフコース6コース（各9H）
シリーズ第6作。基本システムは従来通りだが、携帯ゲーム機に向けて展開するにあたりいくつか要素が追加されている。たとえば、キャラクターメイキングや育成要素はかねてよりユーザから要望が寄せられていたものの「仲間内で大会を開いた際、主催者のキャラクターのみが強い」という状況を避けるため導入が見送られてきたが、携帯ゲーム機ならば自分だけのキャラクターを育てられるということで導入された。
本作品にはコカ・コーラとコラボレーションした特別版「みんなのGOLFポータブル コカ・コーラスペシャルエディション」（懸賞・非売品）が存在する。この作品はコカ・コーラのロゴ入りのPSPと共に2005年春に実施されたキャンペーンの懸賞で1300名に配られた。作品内ではゲーム中の服装やゴルフクラブ、背景の看板などがコカ・コーラやファンタに関連したものに変更されている。好評につき2005年11月にBest版、2010年12月に再Best版が発売された。
みんなのGOLF ポータブル2

2007年12月6日発売（PSP）
通常コース12コース ミニゲーム用コース9H
シリーズ第8作。コース数は12とボリュームがあり、ポータブル1の6コース全てが収録されている。無線LAN機能（インフラストラクチャーモード）を使った通信マルチプレイが特徴の1つだったが、2011年12月にサービス終了したため利用できなくなった。現時点で携帯機版「みんなのGOLF」シリーズでは最も多い収録コース数となっている。

### みんなのGOLF場
みんなのGOLF場シリーズ
Vol.1 2007年5月31日、Vol.2 2007年8月2日、Vol.3 2007年10月4日、Vol.4 2007年11月8日発売（PSP）
実在のコースを多数収録した実用ツール。「Vol.1 千葉」、「Vol.2 茨城・北海道」、「Vol.3 栃木・群馬・埼玉・関東郊外」、「Vol.4 西日本」が発売されている。GPSレシーバーに対応しており、各ホールでのグリーンまでの残り距離と高低差、そして飛距離を正確に測定可能。自分の飛距離や球筋、クラブセットなどを登録した“マイキャラ”を作り、収録されているコースを「みんなのGOLF」シリーズのゲームシステムで回ることができるが、特殊ショットなどゲーム的要素は省かれている。

### 携帯電話アプリ
- みんなのGOLF モバイル（auのW55Tに体験版としてプリインストール）
- みんなのGOLF モバイル2+
- みんなのGOLF モバイル2 for SH（NTTドコモのSH902i、SH902isにプリインストール）
- みんなのGOLF モバイル2+ for SO（SO903i、SO903iTVにプリインストール。16:9対応）
- みんなのGOLF モバイル3（横画面、ネットワーク対戦）
- みんなのGOLF SMART（アンドロイド、スマホ向け、横画面）NTTドコモ、スゴ得コンテンツ（2014.3.25～）
- みんゴル（スマホ向け第2弾。開発はドリコム。2017年7月4日リリース。略称の「みんゴル」がタイトル名）

### サービス終了
みんなのGOLF オンライン
2003年6月12日発売（PS2）
シリーズ第4作。PlayStation BB Unitによるオンラインプレイ専用ソフトだが、2005年10月31日をもってオンラインプレイサービスを終了した。

## 主なゲームモード
トーナメント（大会モード）
「1」～「4」までのメインモード。架空の大会に出場し、最終成績が上位ならポイントが入る。一定の値に達するごとに新コースが手に入る（4ではランクアップ試験が存在する）。「ポータブル1」以降は、チャレンジに内包される。
VS
「1」～「4」に収録。ライバルとマッチプレイで対決する。「1」～「3」では18Hのマッチプレイ。「3」からコールド勝ちルールが採用。「4」以降は9Hのマッチプレイ。作品によっては特定のキャラに勝つとムービーが流れることもある。「ポータブル1」以降は、チャレンジに内包される。「2・3・4・6・New」では、特定の条件を満たすと、通常より手ごわい裏キャラと対決できる。このキャラは色違いやコスプレの衣装を着ていることが多い。
チャレンジ
「ポータブル1」以降のメインモードである。さまざまな大会を勝ち抜いて上位ランクを目指していく。ランクの最後にはVSキャラ（ライバル）がいる。作品ごとにルールが微妙に違う。
ストローク
好きなコースを選択して回る。ベストスコアの更新が目標となるが、据え置き版の作品ではオフライン多人数対戦も可能。
トレーニング
好きなコースとホールを選び、気象条件などを設定し練習できる。打ち直しも可能。「1」「5」では練習場もある。「New」ではモードそのものが廃止されている。
全国大会モード・オンライン
「オンライン」「3～6」「New」に登場。インターネットに接続し、全国のプレーヤーとスコアを競うことができる。作品によってはスコアを申請する全国大会モードもある。
キャラクタ育成
「ポータブル1・2」「みんゴル（ドリコム開発版）」「New」に登場。ポータブル2作ではチャレンジモードの進行に伴い能力が底上げされる。「みんゴル（ドリコム）」はギア（クラブセット）を強化したり、キャラクタの服装によって能力が変わる場合がある。「New」はクラブ毎に能力が底上げされる。

## 登場するキャラクター
記号の解説
クラップハンズ時代
2…みんなのGOLF2、3…みんなのGOLF3、ON…みんなのGOLF オンライン、4…みんなのGOLF4、P1…みんなのGOLFポータブル、5…みんなのGOLF5、P2…みんなのGOLFポータブル2、6…みんなのGOLF6 New…New みんなのGOLF、WORLD…みんなのGOLF WORLD
○:レギュラーキャラ ☆:有料追加キャラ ×:登場しない
なお、斜体で表記したのはゲストキャラ。またNewでの操作キャラは、ゲームシステム上、能力がプレイヤーの成長率に依存する。

### 操作キャラクター
| キャラクター名 | 性別 | 出身地   | 年齢 | プロフィール・特徴 |
| -------------- | ---- | -------- | ---- | --- |
| アイスマン     | ♂    | 不明     | 30歳 | 1のラスボス。ダリルに次ぐ飛距離を出せ、スピンも強い。弾道はドロー。                                                        |
| カツ           | ♂    | 日本     | 21歳 | 1でゲーム開始直後から使える。マリナに次いでコントロールが良い。弾道はフェード。                                            |
| サスケ         | ♂    | 日本     | 25歳 | 平均的な能力。弾道はドロー。                                                                                               |
| ジュリオ       | ♂    | メキシコ | 31歳 | 同じ上級向けのダリルやアイスマンとは違い、彼らと比べコントロールが少し良く、弾道も低いテクニック派キャラ。弾道はフェード。 |
| スタッド       | ♂    | アメリカ | 38歳 | 低弾道のテクニカルキャラ。弾道はフェード。                                                                                 |
| ダリル         | ♂    | アメリカ | 29歳 | アイスマンよりも飛距離とスピンがあるがコントロールは良くない。弾道はドロー。                                               |
| ハニー         | ♀    | アメリカ | 24歳 | 1のキャラの中では、弾道がストレートの割に飛距離があるが、インパクトがしづらい。                                            |
| マリナ         | ♀    | 日本     | 21歳 | 1でゲーム開始直後から使える。コントロールがものすごく良いが、飛距離がなくスピンも弱め。弾道はストレート。                  |
| ユキ           | ♀    | 日本     | 19歳 | 1のVSで最初に戦うキャラ。飛距離はやや劣り気味だが、スピンやコントロールは良く守りのプレー向き。弾道はストレート。          |
| ラルフ         | ♂    | イギリス | 25歳 | サスケよりも飛距離がある、平均的な能力のキャラ。弾道はフェード。                                                           |

| キャラクター名 | 性別 | 声優                      | 出身地         | 年齢  | 2 | 3 | ON | 4 | P1 | 5 | P2 | 6   | New | WORLD | プロフィール・特徴 |
| -------------- | ---- | ------------------------- | -------------- | ----- | - | - | -- | - | -- | - | -- | --- | --- | ----- | --- |
| アーサー       | ♂    | 伊倉一恵                  | イギリス       | 16歳  | × | ○ | ○  | × | ×  | × | ×  | ×   | ×   |       | チャールズの孫。礼儀正しい性格。祖父譲りでラフが得意。弾道はドロー。 |
| アーロン       | ♂    | 堀秀行                    | ？             | 24歳  | × | × | ×  | × | ○  | × | ○  | ×   | ×   |       | 飛距離命のパワーキャラ。コントロールは最悪。ラフと、バンカー（共にポータブル1のみ）が得意で、アプローチが苦手。弾道はストレート。                                                                                     |
| アイザック     | ♂    | 若本規夫→井上和彦         | 不明           | 51歳  | × | × | ×  | × | ×  | × | ×  | ○   | ×   | ◯     | 6の裏ボス。スピンが優秀で飛距離もあるが、ラフが苦手。弾道はフェード。 |
| アヤ           | ♀    | 吉倉万里→鈴代紗弓         | 日本           | 16歳  | × | × | ×  | ○ | ×  | × | ×  | ×   | ×   | ◯     | 4の初期キャラ。初心者向け。苦手な物は無く、欠点は飛距離不足ぐらい。弾道はストレート。 |
| アヤカ         | ♀    | 國府田マリ子              | 日本           | 18歳  | × | ○ | ○  | × | ×  | × | ×  | ×   | ×   |       | 3のメニューキャラだが、プレイ権アイテムあり。ナナコの双子の姉。バランスタイプの初心者向け。弾道はストレート。 |
| アンジェラ     | ♀    | 高島雅羅                  | ？             | 不明  | × | × | ×  | × | ○  | × | ○  | ×   | ×   |       | 能力はトップクラスだが、ラフ（ポータブル1のみ）、バンカー、曲げが苦手。弾道はストレート。 |
| エッジ         | ♂    | 津久井教生→浪川大輔       | イギリス       | 24歳  | × | × | ×  | × | ×  | × | ×  | ○   | ×   | ◯     | コントロールが良く、スピンとラフが苦手。弾道は低いストレート。 |
| エリカ         | ♀    | 伊藤かな恵                | 日本           | 17歳  | × | × | ×  | × | ×  | × | ×  | ☆/○ | ×   | ◯     | ツンデレ気味の女子高生。アプローチは得意だが、サイドスピンと悪天候が大の苦手。弾道はストレート。 |
| カズマ         | ♂    | 大本眞基子→保志総一朗     | 日本           | 14歳  | × | × | ×  | ○ | ×  | × | ×  | ×   | ×   | ◯     | 4の初期キャラ。球技全般の英才教育を受けて来た天才少年。クールな性格の中学生。ラフが得意だがスピンが弱い。弾道はドロー。                                                                                               |
| 片山晋呉プロ   | ♂    | 片山晋呉                  | 日本           | 42歳  | × | × | ×  | × | ×  | × | ×  | ☆   | ×   |       | 片山晋呉本人としてゲスト出演。 |
| ガルーダ       | ♂    | 八奈見乗児→多田野曜平     | インド         | 100歳 | × | × | ×  | ○ | ×  | × | ×  | ×   | ×   | ◯     | ターバンを巻いている高齢の老人。曲げが得意も、その分コントロールに難あり。弾道はフェード。 |
| カレン         | ♀    | 遠藤綾                    | フランス       | 25歳  | × | × | ×  | × | ×  | × | ×  | ○   | ×   |       | コントロールは良いが、スピンの能力は低く、ラフと雨が苦手。弾道はストレート。 |
| キッド         | ♂    | うえだゆうじ              | タイ           | 19歳  | × | × | ×  | × | ×  | ○ | ×  | ×   | ×   |       | サングラスをかけた男性。スポーツ万能だが、父親にゴルフで負けて以来ゴルフに夢中に。 キザで目立ちたがり屋だが、勝負にはストイック。コントロールは良いが、ラフが苦手。弾道はストレート。                                 |
| キトゥン       | ♀    | 小林沙苗                  | 不明           | 不明  | × | × | ×  | × | ×  | × | ×  | ☆   | ×   |       | GRAVITY DAZEからのゲスト出演。飛距離とスピンの能力が優秀でアプローチが得意。弾道はフェード。 |
| キャサリン     | ♀    | 佐久間レイ                | ？             | 24歳  | × | × | ×  | × | ○  | × | ○  | ×   | ×   |       | 実力もかなりのものだが、バンカー（ポータブル1のみ）と雨は苦手。弾道はストレート。 |
| 桐生一馬       | ♂    | 黒田崇矢                  | 日本           | 44歳  | × | × | ×  | × | ×  | × | ×  | ☆   | ×   |       | 龍が如くシリーズからのゲスト参戦で、シリーズ初の他社ゲストキャラ。バランスの取れた能力の上級キャラで、バンカーが得意。弾道はストレート。                                                                              |
| キング         | ♂    | 小杉十郎太                | 不明           | 35歳  | × | ○ | ○  | × | ×  | × | ×  | ×   | ×   |       | 黒人でサングラスにアフロヘアが特徴の大柄な男性。手短な言葉で話す闇ゴルフ界の一員。 3のキャラの中では飛距離とスピンがトップクラスの能力で、インパクトもそこまで悪くはない。弾道はフェード。                            |
| クーガー       | ♂    | 池田秀一                  | アメリカ       | 35歳  | ○ | × | ○  | ○ | ×  | × | ×  | ×   | ×   | ◯     | サングラスをかけた闇ゴルフ界の一員である男性で、ダグラスと何らかの因縁関係を持つ。落ち着いた性格。 上級者向けのキャラで、飛距離とコントロールに優れるが、スピンがとても弱く、雨も苦手。弾道はドロー。                 |
| クミ           | ♀    | －                        | 日本           | 18歳  | ○ | × | ×  | × | ×  | × | ×  | ×   | ×   |       | 2のヒロイン。東京浅草出身。コントロール重視の初心者用キャラ。弾道はストレート。 |
| クリス         | ♂    | 矢島晶子                  | ドイツ         | 10歳  | × | × | ×  | × | ×  | ○ | ×  | ×   | ×   |       | 5の初期キャラ。童顔の少年で、純粋で天真爛漫な癒し系。ゴルファー歴は短い。コントロール重視で、曲げが苦手。弾道はストレート。                                                                                           |
| クレイトス     | ♂    | 玄田哲章                  | 不明           | 不明  | × | × | ×  | × | ×  | ☆ | ×  | ×   | ×   |       | 5では最も飛距離のある上級キャラ。ラフと、バンカーが得意。左打ちが出来ない。弾道はドロー。 |
| グレース       | ♀    | 朴璐美                    | オーストラリア | 23歳  | × | × | ×  | × | ×  | × | ×  | ○   | ×   |       | コントロールはやや苦手だが、飛距離は長く他の能力もバランスが取れていてラフも得意。弾道はフェード。 |
| クロ           | －   | －                        | 日本           | 不明  | × | × | ×  | × | ×  | × | ×  | ☆   | ×   |       | トロと共に『どこでもいっしょシリーズ』からのゲスト出演。弾道はドロー。 |
| グロリア       | ♀    | 井上喜久子                | ロシア         | 24歳  | × | ○ | ○  | ○ | ×  | ☆ | ○  | ☆/○ | ×   | ◯     | シルビアの姉。最近のシリーズには良く出てきて、スズキなどと並び、シリーズの顔に。 中〜上級者向けで、バンカーが苦手。ポータブル2では隠しキャラ。弾道はストレート。                                                      |
| コナン         | ♂    | 古谷徹→檜山修之           | 日本           | 15歳  | × | × | ×  | × | ×  | ○ | ×  | ×   | ×   | ◯     | 5の初期キャラ。テンロガンハットが特徴の少年。自然と暮らしている為、風や芝を読むのはお手の物。 純粋で真っ直ぐな性格。弾道が低くスピンが苦手だが、サイドスピンがやや得意。弾道はドロー。                                |
| ゴンゾウ       | ♂    | 麦人                      | 日本           | 45歳  | × | ○ | ○  | ○ | ×  | × | ×  | ×   | ×   |       | 3の初期キャラ。小柄な中年男性。コテコテの江戸っ子でカトちゃんを意識したくしゃみをする。 妻には頭が上がらないらしい。アプローチ（3のみ）が得意だが、曲げ（曲がった事）が苦手。弾道はストレート。                       |
| サエ           | ♀    | 久川綾                    | 日本           | 16歳  | × | ○ | ○  | × | ×  | × | ×  | ×   | ×   |       | スズキの娘。見た目はスズキに似ず可愛いらしい。礼儀正しく内気で大人しい性格だが、バンカーが得意なのは父親譲り。 インパクトはしやすいが飛距離はおとなしめでラフが苦手。弾道はフェード。                                 |
| サギリ         | ♀    | 日髙のり子                | 日本           | 22歳  | × | × | ×  | × | ○  | × | ○  | ×   | ×   |       | ミフネの妹。さっぱりさわやか少女剣士ゴルファー。ラフに強いが、スピンが弱い。弾道はストレート。 |
| サクラ         | ♀    | 鈴木麻里子                | 日本           | 20歳  | × | × | ×  | ○ | ×  | × | ×  | ×   | ×   |       | くのいち。コントロールとスピンに優れるがバンカーが苦手。弾道はストレート。 |
| サツキ         | ♀    | 小島幸子                  | 日本           | 26歳  | × | × | ×  | × | ×  | × | ×  | ○   | ×   |       | 6のメニューキャラ。長所も短所もない平均的な能力で、アプローチが得意。弾道はストレート。 |
| サトル         | ♂    | 置鮎龍太郎                | 日本           | 19歳  | × | ○ | ○  | × | ×  | × | ×  | ×   | ×   |       | 3の初期キャラ。元高校野球児の少年。さわやかな雰囲気だが、礼儀正しく熱血漢な性格。 初心者向けで、コントロールは良いがスピンがかかりづらい。弾道はストレート。                                                          |
| サファイア     | ♀    | 田中敦子                  | ？             | 29歳  | × | × | ×  | × | ×  | ○ | ×  | ×   | ×   |       | 5のラスボス。趣味でゴルフをしながらもプロ級の腕前の石油王の夫人。ゴージャスクイーンを自称する勝気な性格。 ローズに能力が似ているが、サイドスピンがやや得意。弾道はストレート。                                        |
| ジーナ         | ♀    | 京田尚子                  | ？             | 70歳  | × | × | ×  | × | ×  | × | ○  | ×   | ×   |       | おせっかいおばあちゃんゴルファー。昔は花形バレリーナだった。コントロールはなかなかで、ラフをものともしないが、スピンはいまいち。弾道はストレート。                                                                    |
| ジェーン       | ♀    | 伊倉一恵                  | アメリカ       | 22歳  | × | ○ | ○  | × | ×  | × | ×  | ×   | ×   |       | テンロガンハットが特徴の女性。男勝りなパワフルガールで、瓦割が出来る。 女性にしては飛距離が高くラフに強いがスピンはかかりにくく、コントロールも悪い。弾道はストレート。                                               |
| シャーク       | ♂    | 小杉十郎太                | オーストラリア | 40歳  | × | ○ | ○  | ○ | ×  | × | ×  | ×   | ×   |       | ロマンスグレーの初老の男性。穏やかな性格。腰痛に悩まされている一面も。 バンカーとアプローチ（3のみ）が得意でバランスも良く、弾道はフェード。                                                                          |
| シャオリン     | ♀    | 沢城みゆき                | 中国           | 不明  | × | × | ×  | × | ×  | × | ×  | ○   | ×   |       | 女性ディーラー。コントロールと曲げに優れた上級キャラで、バンカーが苦手。弾道はストレート。 |
| ジャスミン     | ♀    | 月本皇子→ファイルーズあい | 日本           | 18歳  | × | × | ×  | × | ×  | ○ | ×  | ×   | ×   | ◯     | 5のヒロイン。イギリス人とのハーフの少女。高校でもゴルフ部で、父親からゴルフを教わったお父さんっ子。バランスのよい初級キャラ。弾道はストレート。                                                                       |
| ジャック       | ♂    | 水田わさび                | ？             | 9歳   | × | × | ×  | × | ×  | × | ○  | ×   | ×   |       | いたずら大好きわんぱくゴルファー。スピンとバンカーは得意なのだが、アプローチは苦手。弾道はドロー。 |
| ジャン         | ♂    | 古川登志夫                | ？             | 26歳  | × | × | ×  | × | ○  | × | ○  | ×   | ×   |       | イケメンマジシャン。コントロールが高いが、スピンが弱くラフが苦手。弾道はフェード。 |
| ジョンソン     | ♂    | 関俊彦→楠大典             | アメリカ       | 29歳  | × | × | ×  | × | ×  | ○ | ×  | ×   | ×   | ◯     | スキンヘッドの大柄な男性。メジャースポーツ界で活躍するヒーロー。飛距離の出る上級キャラで、ラフが得意だがコントロールが悪い。弾道はフェード。                                                                          |
| シルビア       | ♀    | 西田裕美→井上ほの花       | ロシア         | 16歳  | ○ | × | ×  | ○ | ×  | × | ×  | ×   | ×   | ◯     | グロリアの妹。元バレリーナで、清楚で落ち着いた性格。全体的にバランスのとれた能力で、曲げは得意だがグロリア同様バンカーが苦手。弾道はストレート。                                                                      |
| シン           | ♂    | 神谷浩史                  | 日本           | 18歳  | × | × | ×  | × | ○  | × | ○  | ×   | ×   |       | ユメリより飛距離が出て、ラフが得意。弾道はドロー。 |
| スズキ         | ♂    | 西村知道                  | 日本           | 55歳  | ○ | × | ○  | ○ | ×  | ○ | ×  | ×   | ○   | ◯     | MGA会長を務める、みんGOLシリーズ常連のおじさんゴルファー。サエの父親。 コマネチなどの独特の動きが特徴。飛距離とコントロールに難があるが、スピンが強くバンカーが得意。弾道はフェード。                                 |
| セイラン       | ♀    | 小山茉美                  | ？             | 30歳  | × | × | ×  | × | ×  | × | ○  | ×   | ×   |       | 女性エリートゴルファー。ショットの正確性と驚異的な曲げが彼女の武器。スピンが唯一の弱点。弾道はストレート。 |
| Z              | ♂    | 内海賢二                  | 不明           | 不明  | × | × | ×  | ○ | ×  | × | ×  | ×   | ×   |       | 4のラスボス。ゴルフサイボーグ（アンドロイド）であり、飛距離とコントロールはトップクラスだが、雨とラフとスピンが苦手。弾道はドロー。                                                                                   |
| ソニア         | ♀    | 雨蘭咲木子                | スペイン       | 不明  | × | × | ×  | × | ×  | ○ | ×  | ×   | ×   | ◯     | フラメンコダンサーの女性。落ち着いた雰囲気だが、慌てん坊な一面も。 飛距離が出て弾道はストレートだが、コントロールが悪くサイドスピンが弱い中級キャラ。弾道はストレート。                                               |
| ソフィ         | ♀    | 宍戸留美→久保ユリカ       | フランス       | 13歳  | × | × | ×  | × | ×  | ○ | ×  | ×   | ×   | ◯     | 5の初期キャラ。貴族の家柄のセレブなお嬢様。感情表現が激しい。初級キャラの割りにはそこそこ飛距離が出る。雨が苦手。弾道はストレート。                                                                                   |
| タクヤ         | ♂    | －                        | 日本           | 21歳  | ○ | × | ×  | × | ×  | × | ×  | ×   | ×   |       | 能力のバランスが取れたキャラで、シルビアよりコントロールとインパクトが良く使いやすい。弾道はドロー。 |
| ダグラス       | ♂    | 池田秀一                  | 不明           | 30歳  | × | ○ | ○  | × | ×  | × | ×  | ×   | ×   |       | 闇ゴルフ界の一員である顔に傷のあるクールな男性で、クーガーとは何らかの因縁関係がある。ジークンドーのポーズを取ることがある。 コントロールがとても良いが、スピンが全く効かない。球筋が低弾道ドローで雨が苦手。         |
| タンク         | ♂    | たてかべ和也              | メキシコ       | 35歳  | × | × | ×  | × | ×  | × | ×  | ○   | ×   |       | ヒールレスラー。飛距離はあるがコントロールが悪い。弾道はドロー。 |
| チャールズ     | ♂    | －                        | イギリス       | 58歳  | ○ | × | ×  | × | ×  | × | ×  | ×   | ×   |       | アーサーの祖父。ラフとディボットが得意で、弾道が高いが、コントロールはいまいち。弾道はフェード。 |
| チャン         | ♂    | 藤原堅一                  | シンガポール   | 29歳  | × | × | ×  | × | ×  | × | ×  | ○   | ×   |       | 6の初期キャラ。比較的飛距離がありバンカーも得意だが、コントロールが悪い。弾道はドロー。 |
| ティアナ       | ♀    | 戸田恵子                  | ロシア         | 27歳  | × | × | ×  | × | ×  | ○ | ×  | ×   | ×   |       | 銀色の髪のセクシーな女性。クールながらも優しい言葉を投げ掛ける、ミステリアスな性格。 コントロールの高い上級キャラで、ラフが苦手。弾道はストレート。                                                                   |
| ディーノ       | ♂    | 水木一郎→子安武人         | イタリア       | 42歳  | × | × | ×  | × | ×  | ○ | ×  | ×   | ×   | ◯     | サングラスをかけた男性で、マジンガーZを意識したキャラ。プロとして活躍した噂のあるが謎に包まれている。 温厚で物静かな性格。スピンの高い上級キャラで、雨が苦手。弾道はドロー。                                          |
| ドギー         | ♂    | 龍田直樹                  | イギリス       | 不明  | × | × | ×  | ○ | ×  | × | ×  | ×   | ×   |       | 異色なパグ犬のゴルファー。犬だけに、バンカー（砂遊び）とラフ（芝生）と曲げが得意。弾道はフェード。 |
| トシゾウ       | ♂    | 永井一郎                  | 日本           | 66歳  | × | × | ×  | × | ○  | × | ○  | ×   | ×   |       | 体力のピークは超えているものの、それは経験でカバー。バンカーが得意で、スピンも強い。弾道はフェード。 |
| トロ           | －   | －                        | 日本           | 不明  | × | × | ×  | × | ×  | ☆ | ×  | ☆   | ×   |       | 『どこでもいっしょシリーズ』からのゲスト出演。 性別不明のため、男キャラ専用/女キャラ専用両方の大会に出場できる。パワーは無いが、ラフが得意。 弾道はストレート。                                                       |
| ナカジマ       | ♂    | 小山力也                  | 日本           | 34歳  | × | × | ×  | × | ×  | ○ | ×  | ×   | ×   |       | サングラスをかけた男性。スズキと同じ会社に務めるエリートマンだが、家族想い。スピンが強く、アプローチが苦手。弾道はフェード。                                                                                          |
| ナナコ         | ♀    | 國府田マリ子              | 日本           | 18歳  | × | ○ | ○  | ○ | ×  | × | ×  | ×   | ×   |       | 3・オンラインのヒロイン。アイドルで、アヤカの双子の妹。ちょっぴりドジだが前向きな性格。バランスタイプで初心者向け。弾道はストレート。                                                                                 |
| ナル           | ♀    | 釘宮理恵→相坂優歌         | ハワイ         | 12歳  | × | × | ×  | × | ×  | × | ×  | ○   | ×   | ◯     | 褐色肌の少女。元気で感情表現が素直な性格。アプローチが得意で、スピン系の能力は優秀だが、コントロールが良くない。弾道はストレート。                                                                                    |
| ニーナ         | ♀    | 勝生真沙子                | ベルギー       | 27歳  | × | × | ×  | ○ | ×  | × | ×  | ×   | ×   |       | IQ180の教師風の女性。コントロールが良くパワーもそこそこあるが、ラフが苦手。弾道はフェード。 |
| パックマン     | ♂    | －                        | ？             | 不明  | × | × | ×  | × | ×  | × | ×  | ☆   | ×   | ◯     | パックマンシリーズからのゲスト参戦。インパクトが広くパワーもそこそこあり、ラフも得意な初級キャラ。弾道はストレート。(2016年3月17日に配信が終了した。)                                                                 |
| ヒトミ         | ♀    | 久川綾                    | 日本           | 27歳  | ○ | × | ○  | ○ | ×  | × | ×  | ×   | ×   |       | 関西弁で話すセクシーな女性。スピンが弱く（4のみ）、ラフが苦手（2ではディボットも）。弾道はストレート。 |
| ヒカリ         | ♀    | 内田真礼                  | 日本           | 20歳  | × | × | ×  | × | ×  | × | ×  | ×   | ○   |       | みんGOLランド案内役のスタッフ。喜怒哀楽がわかりやすい性格。 |
| ファティマ     | ♀    | 甲斐田裕子                | 不明           | 不明  | × | × | ×  | × | ×  | × | ×  | ○   | ×   |       | 6の表向きのラスボス。コントロールが優秀。悪天候とサイドスピンが苦手。弾道はストレート。 |
| ファルコン     | ♂    | 郷田ほづみ                | カナダ         | 27歳  | × | × | ×  | ○ | ×  | × | ×  | ×   | ×   |       | 猛禽類を飼っているクールガイ。パワーはあるが、アプローチが苦手。弾道はストレート。 |
| ブライアン     | ♂    | 浦山迅                    | ？             | 55歳  | × | × | ×  | × | ×  | × | ○  | ×   | ×   |       | ポータブル2のラスボス。大衆的ヒーローゴルファー。 力強いショットとスピンが彼の持ち味だが、インパクトが狭い。バンカーが得意だが、ラフは苦手。弾道はフェード。                                                          |
| ブリッツ       | ♂    | 小林清志                  | ？             | 不明  | × | × | ×  | × | ○  | × | ○  | ×   | ×   |       | ポータブル1のラスボス。ゴルファーの頂点に君臨する皇帝。 パワーとスピンの能力が高いが、インパクトが狭くアプローチと雨が苦手。弾道はドロー。                                                                            |
| プリン         | ♀    | 間宮くるみ                | 日本           | 5歳   | × | × | ×  | ○ | ×  | × | ×  | ×   | ×   |       | 幼稚園児の少女。幼いながらも意外とバンカー（砂遊び）が得意で、更にスピンが得意。弾道はストレート。 |
| ブルー         | ♂    | 置鮎龍太郎                | 不明           | 28歳  | × | ○ | ○  | × | ×  | × | ×  | ×   | ×   |       | サングラスをかけた闇ゴルフ界の一員である男性。イカれたナルシストな性格。 曲げが得意で飛距離も出せる、希少なキャラだが、ラフだけは苦手。弾道はストレート。                                                             |
| ブルーム       | ♂    | 藤原啓治→堀内賢雄         | ブラジル       | 26歳  | × | × | ×  | × | ×  | ○ | ×  | ×   | ×   | ◯     | ドレッドヘアが特徴の男性。ストリートダンサーで、友達に誘われてゴルフの道に。 派手な見た目とは裏腹に、意外と努力家。サイドスピンが得意で、バンカーが苦手。弾道はドロー。                                               |
| ブレンダ       | ♀    | 甲斐田裕子                | ？             | 21歳  | × | × | ×  | × | ×  | × | ○  | ×   | ×   |       | セクシーダンサーゴルファー。現役大学生でもある。パワフルショットが彼女の持ち味だが、コントロールが悪く、ラフも苦手。球筋はフェード。                                                                                  |
| ブロンソン     | ♂    | 郷里大輔                  | アメリカ       | 28歳  | × | × | ×  | ○ | ×  | × | ×  | ×   | ×   |       | プロレスラー。飛距離命のパワーキャラ。ラフが得意だが、コントロールは最悪でスピンも全く効かない。弾道はドロー。 |
| ベイダー       | ♂    | 内海賢二                  | アメリカ       | 不明  | ○ | × | ×  | ○ | ×  | × | ×  | ×   | ×   |       | 2のラスボス。サングラスをかけたダンディな男性。 飛距離とスピンは最強レベル。しかし、インパクトが狭くアプローチと曲げが苦手（共に4のみ）。弾道はフェード。                                                             |
| ベン           | ♂    | －                        | カナダ         | 35歳  | ○ | × | ×  | × | ×  | × | ×  | ×   | ×   |       | 2ではベイダーに並ぶ高い飛距離とそれなりのインパクトが自慢だが、コントロールが悪く、スピンも弱い。弾道はドロー。 |
| ホーク         | ♂    | －                        | オーストラリア | 44歳  | ○ | × | ×  | × | ×  | × | ×  | ×   | ×   |       | パワーがあり、バンカーが得意。弾道はドロー。 |
| マックス       | ♂    | 宇垣秀成→三宅健太         | カナダ         | 42歳  | × | × | ×  | × | ×  | × | ×  | ○   | ×   | ◯     | 筋肉質で大柄な男性。家族思いの優しい力持ち。飛距離がトップクラスでラフも得意だが、コントロールの悪さも飛びぬけている上級キャラ。弾道はドロー。                                                                        |
| マヤ           | ♀    | －                        | 日本           | ？    | ○ | × | ×  | × | ×  | × | ×  | ×   | ×   |       | 2のメニューキャラだが、特定の条件でプレイ可能となる。能力はクミと同じ。弾道はストレート。 |
| マリオン       | ♀    | 渡辺美佐                  | コスタリカ     | 25歳  | × | × | ×  | ○ | ×  | × | ×  | ×   | ×   |       | 褐色肌の女性。女冒険家。パワーの割にはインパクトが広くラフは得意も、スピンが苦手。弾道はストレート。 |
| 丸山茂樹プロ   | ♂    | 丸山茂樹                  | 日本           | 37歳  | × | × | ×  | × | ×  | ○ | ×  | ×   | ×   |       | 丸山茂樹本人としてゲスト出演。上級キャラで、バランスの取れた能力。弾道はストレート。 |
| ミズキ         | ♀    | 後藤邑子                  | 日本           | ？    | × | × | ×  | × | ×  | × | ○  | ×   | ×   |       | ミズホの双子の妹。能力はミズホと同じだが、口調がかなり違う。弾道はストレート。 |
| ミズホ         | ♀    | 後藤邑子                  | 日本           | 15歳  | × | × | ×  | × | ×  | × | ○  | ×   | ×   |       | おっとりお嬢様ゴルファー。ショットの正確さにおいては優れているが、お嬢様だけあってバンカーと雨は苦手。弾道はストレート。                                                                                              |
| ミフネ         | ♂    | 楠大典                    | 日本           | 35歳  | × | × | ×  | × | ×  | × | ○  | ×   | ×   |       | 風雲剣豪ゴルファー。豪快なショットは迫力満点！ただしインパクトと曲げの弱さには注意が必要。弾道はドロー。 |
| ミュウ         | ♀    | 宇和川恵美                | 日本           | 14歳  | × | × | ×  | × | ○  | × | ○  | ×   | ×   |       | カワイイ見かけによらず、なかなかの技巧派。弾道はストレート。 |
| ムサシ         | ♂    | 中井和哉                  | 日本           | 30歳  | × | × | ×  | ○ | ×  | × | ×  | ×   | ×   | ◯     | 侍の男性。バランスが良いが、曲がったこと(曲げ)が苦手。弾道はストレート。 |
| メイ           | ♀    | 福圓美里                  | 日本           | 16歳  | × | × | ×  | × | ×  | × | ○  | ×   | ×   |       | ポータブル2で最初から使える。元気いっぱいおてんばゴルファー。 飛距離はないがインパクトゾーンが広く、ユメリよりスピンも強いので、初心者にはオススメ。弾道はストレート。                                                |
| モーガン       | ♂    | 稲田徹                    | ブラジル       | 35歳  | × | ○ | ○  | × | ×  | × | ×  | ×   | ×   |       | 口髭が特徴の男性。賞金稼ぎ。バランスのとれた能力で、アプローチが得意。弾道はフェード。 |
| ヤマト         | ♂    | 杉田智和                  | 日本           | 21歳  | × | × | ×  | × | ×  | × | ×  | ○   | ×   |       | 6の初期キャラ。アプローチが得意。弾道はフェード。 |
| ユキノ         | ♀    | 加隈亜衣(WORLD)           | 日本           | 23歳  | × | × | ×  | × | ×  | ☆ | ×  | ×   | ×   | ◯     | 5のメニューキャラ。プレイヤーキャラとして追加配信。弾道はストレート。 |
| ユミン         | ♀    | 田中理恵→清水理沙         | 韓国           | 26歳  | × | × | ×  | × | ×  | ○ | ×  | ×   | ×   | ◯     | 韓国映画で人気のアクション女優。プレーも力強く情熱的。 バランス型の中級キャラで、苦手とする項目が無い代わりに、飛距離が少々短い。弾道はストレート。                                                                   |
| ユメリ         | ♀    | 本名陽子                  | 日本           | 18歳  | × | × | ×  | × | ○  | × | ○  | ×   | ×   |       | 初心者向けの使いやすいキャラ。弾道はストレート。 |
| ユウナ         | ♀    | 嶋村侑                    | 日本           | 17歳  | × | × | ×  | × | ×  | × | ×  | ○   | ×   | ◯     | 6の初期キャラ。初心者向けのバランスタイプ。弾道はストレート。 |
| リビッツ       | －   | －                        | 不明           | 不明  | × | × | ×  | × | ×  | ☆ | ×  | ×   | ×   |       | 初級キャラの中では、最も飛距離がある。バンカーが得意で、雨は苦手。弾道はフェード。 |
| リョウ         | ♂    | －                        | 日本           | 19歳  | ○ | × | ×  | × | ×  | × | ×  | ×   | ×   |       | 2の初期キャラ。神奈川県出身。クミよりも飛距離がある、コントロール重視の初心者用キャラ。弾道はストレート。 |
| リン           | ♀    | 永島由子→小見川千明       | 中国           | 20歳  | × | ○ | ○  | ○ | ×  | × | ×  | ×   | ×   | ◯     | 典型的な中国人の女の子。中国拳法で鍛えた身のこなしが特徴的。無邪気だが思ったことをハッキリと言う性格。 スピンの能力が高く曲げが得意だが、バンカーは苦手。弾道はストレート。                                           |
| レイラ         | ♀    | 冬馬由美                  | オーストリア   | 不明  | ○ | × | ○  | ○ | ×  | × | ×  | ×   | ×   |       | 闇ゴルフ界の一員である金髪のクールな女性で、常に落ち着いた冷静沈着な性格。 飛距離がそこそこ出せる上、コントロールはキャラ中トップクラス。だが、アプローチとバンカーと曲げが苦手。弾道はストレート。                   |
| レオ           | ♂    | 三瓶由布子                | ？             | 16歳  | × | × | ×  | × | ×  | × | ○  | ×   | ×   |       | さわやか少年ゴルファー。全体的にバランスがとれているのが最大の長所。ただし曲げは苦手。弾道はストレート。 |
| レオン         | ♂    | －                        | アメリカ       | 24歳  | ○ | × | ×  | × | ×  | × | ×  | ×   | ×   |       | スピンが得意で、ラフとディボットが苦手。弾道はフェード。 |
| レスリー       | ♂    | 大塚明夫                  | アメリカ       | 30歳  | × | ○ | ○  | × | ×  | × | ×  | ×   | ×   |       | リーゼントヘアが特徴の大柄な男性。アメリカ人らしいジョークや口調が特徴的。飛距離命のパワーキャラ。 コントロールとスピンは最悪で、アプローチと曲げも苦手。弾道はドロー。                                               |
| ローズ         | ♀    | 折笠愛→生田善子           | フランス       | 不明  | × | ○ | ○  | ○ | ×  | × | ×  | ×   | ×   | ◯     | 3のラスボス。闇ゴルフ界の高飛車な女王様頂点キャラ。 上〜超上級者向けで、飛距離、コントロールの良さ、強いスピンを持つ代わり、 インパクトが狭くラフとバンカーと曲げは苦手な所はまさに女帝に相応しい。弾道はストレート。 |
| ロベルト       | ♂    | 井上和彦                  | ？             | 25歳  | × | × | ×  | × | ×  | × | ○  | ×   | ×   |       | イケメン青年実業家ゴルファー。安定した能力が彼の特徴だが、バンカーにはご用心。弾道はドロー。 |

### キャディー
| キャラクター名 | 性別 | 声優         | 出身地           | 年齢 | 3 | ON | 4 | P1 | 5 | P2 | 6 | NEW | プロフィール・特徴                                                                         |
| -------------- | ---- | ------------ | ---------------- | ---- | - | -- | - | -- | - | -- | - | --- | ------------------------------------------------------------------------------------------ |
| アイミ         | ♀    | 大本眞基子   | 日本             | 28歳 | × | ×  | ○ | ×  | × | ×  | × | ×   | 初期キャラ。ナースルックのセクシーな女性。優しく見守るお姉さんタイプ。                     |
| アカネ         | ♀    | 津々見沙月   | 日本             | ？   | × | ×  | × | ×  | × | ○  | × | ×   | ポータブル2の初期キャラ。関西弁。                                                          |
| アクセル       | ♂    | 山寺宏一     | アメリカ         | 29歳 | × | ×  | × | ×  | × | ×  | ○ | ×   | ラッパー風の黒人男性。ハーベストヒルズゴルフコースのキャディ。                             |
| アユミ         | ♀    | 村田あゆみ   | 日本             | ？   | × | ×  | × | ○  | × | ×  | × | ×   | ポータブルの初期キャラ。                                                                   |
| エバ           | ♀    | 沢海陽子     | アルゼンチン     | 36歳 | × | ×  | × | ×  | ○ | ×  | × | ×   | 背格好の良い色黒の女性。言葉遣いは荒いが、明るい姉御肌。                                   |
| エルサ         | ♀    | 木下紗華     | オランダ         | 25歳 | × | ×  | × | ×  | × | ×  | × | ○   | 本業は遺伝子研究所副所長。若輩ながら業界からも期待されている才女。                         |
| オジー         | ♂    | 柴田秀勝     | 日本             | ？   | × | ×  | ○ | ×  | × | ×  | × | ×   | 燕尾服を身に纏った執事の老人。立ち振る舞いや言葉遣いも丁寧。                               |
| おばあ         | ♀    | 平良とみ     | 日本             | ？   | × | ×  | ○ | ×  | × | ×  | × | ×   | 沖縄のおばあさん。映画『ナビィの恋』やドラマ『ちゅらさん』に登場するおばあがモデル。       |
| ガンテツ       | ♂    | 加藤精三     | 日本             | ？   | × | ×  | ○ | ×  | × | ×  | × | ×   | 法被姿の頑固オヤジ。技術ではなく精神面に訴えることも。                                     |
| クーガー       | ♂    | 池田秀一     | アメリカ         | 36歳 | ○ | ○  | × | ×  | × | ×  | × | ×   | 2、4、オンライン、ではプレイキャラ。3ではゴルファーを引退したという設定。                  |
| クラーク       | ♂    | チョー       | アメリカ         | 54歳 | × | ×  | × | ×  | ○ | ×  | × | ×   | 仕草がお茶目な老人。キャリア30年のベテランキャディ。                                       |
| クラウド       | ♂    | 辻村真人     | アメリカ         | ？   | × | ×  | × | ×  | × | ×  | ○ | ×   | インディアン風の大柄な老人。レガシーオブゴルフリンクスのキャディ。                         |
| ゲンゾウ       | ♂    | 立木文彦     | 日本             | 不明 | × | ×  | × | ×  | × | ×  | × | ○   | ナレーターを本業とするも、その素性が一切明らかにされていない謎の男。                       |
| サラ           | ♀    | 京井幸       | ？               | ？   | × | ×  | × | ×  | × | ○  | × | ×   |                                                                                            |
| サンディ       | ♀    | ならはしみき | ？               | ？   | × | ×  | ○ | ×  | × | ×  | × | ×   | 明るく陽気なアメリカンの女性。日本語はたどたどしい。                                       |
| シュンペイ     | ♂    | 南央美       | 日本             | 15歳 | × | ×  | × | ×  | ○ | ×  | × | ×   | 中学を卒業したばかりの眼鏡少年。勤勉な性格でメモ魔。                                       |
| ジュンイチ     | ♂    | 花江夏樹     | 日本             | 18歳 | × | ×  | × | ×  | × | ×  | × | ○   | スーパーボーイコンテスト準優勝経験を持つ好青年。下に妹と弟がいる。                         |
| ショーン       | ♂    | 西村知道     | ？               | 52歳 | × | ×  | ○ | ×  | × | ×  | × | ×   | 4の初期キャラ。繋ぎの服に髭が特徴。至って落ち着いた性格のベテランキャディ。                |
| スズキ         | ♂    | 西村知道     | 日本             | 55歳 | ○ | ○  | × | ×  | × | ×  | × | ○   | 2、4、5、オンラインではプレイキャラとして、NEWでは対戦相手としても登場。独特な動きは健在。 |
| タナカさん     | ♂    | 増岡弘       | 日本             | ？   | × | ×  | × | ○  | × | ×  | × | ×   |                                                                                            |
| チャップ       | ♀    | 外村晶子     | ？               | ？   | × | ×  | × | ×  | × | ○  | × | ×   |                                                                                            |
| トシコ         | ♀    | 山本圭子     | 日本             | 50歳 | ○ | ○  | × | ×  | × | ×  | × | ×   | 3の初期キャラ。キャディ歴ウン十年のベテランの中年女性。仕草や言葉にデリカシーがない。      |
| ナカオさん     | ♂    | 中尾彬       | 日本             | ？   | × | ×  | × | ×  | × | ○  | × | ×   | 中尾彬としてゲスト出演。特徴的な服装や口調は健在。                                         |
| ナツミ         | ♀    | 名塚佳織     | 日本             | 18歳 | × | ×  | × | ×  | ○ | ×  | × | ×   | 眼鏡をかけたおっとりとした少女。勉強家。                                                   |
| ナディア       | ♀    | 大原さやか   | ルーマニア       | 34歳 | × | ×  | × | ×  | × | ×  | ○ | ×   | セクシー系の白人女性。ラ・プロヴァンスリゾートのキャディ。                                 |
| ノドカ         | ♀    | 高橋美佳子   | 日本             | 19歳 | × | ×  | × | ×  | × | ×  | ○ | ×   | 眼鏡をかけた少女。かぐら山カントリークラブのキャディ。のほほんとした性格。                 |
| ヒトミ         | ♀    | 久川綾       | 日本             | 34歳 | ○ | ○  | × | ×  | × | ×  | × | ×   | 2、4、オンラインではプレイキャラとしても登場。関西弁でノリノリに話す。                     |
| ピポサル       | －   | －           | 不明             | 不明 | × | ×  | ○ | ×  | × | ×  | × | ×   | サルゲッチュシリーズからのゲスト出演。                                                     |
| プッチ         | －   | －           | ？               | 不明 | × | ×  | ○ | ×  | × | ×  | × | ×   | 世にも珍しい犬のキャディ。                                                                 |
| ホフマン       | ♂    | 白熊寛嗣     | ニュージーランド | 53歳 | × | ×  | × | ×  | × | ×  | ○ | ×   | サングラスをかけた大柄な男性。アルアラビアゴルフクラブのキャディ。                         |
| マイ           | ♀    | 山崎和佳奈   | 日本             | ？   | × | ×  | × | ○  | × | ×  | × | ×   |                                                                                            |
| マスター       | ♂    | 稲田徹       | ？               | ？   | × | ×  | × | ○  | × | ×  | × | ×   |                                                                                            |
| マナ           | ♀    | 中村知世     | 日本             | ？   | × | ×  | × | ×  | × | ○  | × | ×   |                                                                                            |
| マリ           | ♀    | 神田朱未     | 日本             | 18歳 | × | ×  | ○ | ×  | × | ×  | × | ×   | 4の初期キャラ。表情豊かで、明るく元気な女の子。                                            |
| マルちゃん     | ♂    | 丸山茂樹     | 日本             | 37歳 | × | ×  | × | ×  | ○ | ×  | × | ×   | 丸山茂樹本人として、プレイキャラとしても登場。                                             |
| ミナコ         | ♀    | 日笠陽子     | 日本             | 23歳 | × | ×  | × | ×  | × | ×  | ○ | ×   | 6の初期キャラ。メイプルリーフゴルフクラブのキャディ。                                      |
| モエ           | ♀    | 川上とも子   | 日本             | ？   | ○ | ○  | × | ×  | × | ×  | × | ×   | 3の初期キャラ。おとなしい少女。                                                            |
| ユイ           | ♀    | 宇和川恵美   | 日本             | ？   | ○ | ○  | × | ×  | × | ×  | × | ×   | 3の初期キャラ。ナナコの友達で、モエとは対照的に明るく元気な少女。                          |
| ユカ           | ♀    | 上坂すみれ   | 日本             | 18歳 | × | ×  | × | ×  | × | ×  | × | ○   | NEWの初期キャラ。面倒見のいい明朗快活な少女。下に弟がいる。                                |
| ゆみっぺ       | ♀    | 吉田小南美   | 日本             | 7歳  | × | ×  | ○ | ×  | × | ×  | × | ×   | 生意気な口調の小学生。                                                                     |
| ヨシコ         | ♀    | 松岡由貴     | 日本             | 17歳 | × | ×  | × | ×  | ○ | ×  | × | ×   | 東北弁訛りの口調で話す三つ編みの少女。待機中にくしゃみをすることがある。                   |
| リサ           | ♀    | 小松由佳     | 日本             | ？   | × | ×  | × | ○  | × | ×  | × | ×   |                                                                                            |
| リナ           | ♀    | 雪野五月     | 日本             | 25歳 | × | ×  | × | ×  | ○ | ×  | × | ×   | 大人なお姉さん系の女性。一見クールだが、虫が苦手で人懐っこい一面も。                       |
| ルル           | ♀    | 綾瀬有       | 不明             | 不明 | × | ×  | × | ×  | × | ×  | × | ○   | キャディー型アンドロイド。まだ試作段階で感情表現に乏しい。                                 |
| レイラ         | ♀    | 冬馬由美     | オーストリア     | ？   | ○ | ○  | × | ×  | × | ×  | × | ×   | 2、4、オンラインではプレイキャラとしても登場。プレイ同様に冷静な対応。                     |

| キャラクター名 | 性別 | 声優                 | 1 | 2 |
| -------------- | ---- | -------------------- | - | - |
| ナレーター     | ♀    | ステハニー☆林        | ○ | × |
| ナレーター     | ♂    | P.E.ジャレス・ハイン | ○ | × |
| 女の子         | ♀    | 茂呂田かおる         | × | ○ |
| おばあちゃん   | ♀    | 滝沢ロコ             | × | ○ |
| 関西弁         | ♂    | 福山潤               | × | ○ |
| おねいさん     | ♀    | 阪井あかね           | × | ○ |
| DJ             | ♂    | 佐藤賢治             | × | ○ |

## 登場するコース
林間・高原系コース - 基本的には難易度は低めのコースが多いが、3のユナイテッドフォレストやポータブル2のフォートレスヤードのような、最高難易度コースに設定されることもある。
山岳系コース - 山のふもとや、山中にコースが作られている例。1のフジヤマ、2のおおわし岳、5のシルバーピークス等、初級から上級コースまで幅広い難易度設定がなされている。
リゾート系コース - 浜辺など、海が隣接したコースが多い。難易度的には、序盤から中盤にかけて登場するが、近年のみんなのGOLFではやや難しいもの（例：5のオセアニア、ポータブル2のガムランアイランド、6のプロヴァンスリゾート、同じく6のマルシエロ）もある。海岸の場合が多いので、リンクス系コースとも分類できる。
砂漠・荒地系コース - 3のウェスタンバレー、6のアルアラビアンなど。大抵は、バンカーの多い難しいコースである。また、岩山や崖がコース上に隣接し、妨害するホールもある。
リンクス系コース - 3のバグパイプ、ポータブル1のロイヤル＆リンクスなど、自然を生かした、深いラフや強風が吹きやすいコースで、終盤に配置されることが多い高難易度コースである。また、5のオーラスを務めるコースであるクラウンフィールドは、OUTが林間、INがリンクスの二つの顔を持っている。
お楽しみ系コース - 数は少ないが、たいていは最後に出現するコースである。1のエキストラコース、2のキングスガーデン、4のワンダーランド、ポータブル1のダイナパーク。これらはいずれも、独特あるいは奇抜な仕掛けで難易度を大きく上げている。
みんなのGOLF2～4では、コース選択直前に季節の設定が出来た。2と3では各季節ごとにBGMが変わり、4では春夏・秋冬でそれぞれBGMが違う。ポータブル1以降は、各コース毎に季節が設定されており、南アルプス、シルバーピークス等は悪天候時に雪が降るコースである。
また、終盤のコースは風が強い傾向にある（2以降）。

### みんなのGOLF
1. グリーンカントリークラブ - 最初から選べる。緑に満ちたコースだが、全体的にフェアウェイが狭めなので注意。後に「New みんなのGOLF」にて有料DLCコースとして再登場し、当時の本コース、バーディチャンス時、パーチャンス時のBGMがそのまま使われている。
2. ハワイアンリゾート - 南国風の難易度が低めのコース。ただし海に面したホールはない。すべてのパー3の距離が200y前後ある。
3. フジヤマカントリー倶楽部 - 山岳のコース。距離が長いホールが多く、やや難易度が高い。
4. ユナイテッドカントリー - オーガスタナショナルゴルフクラブ風の本格的なコース。フェアウェイがでこぼこでバンカーが大量にあり、高度なテクニックが必要だが、フェアウェイが広いため、フェアウェイキープはしやすい。18番ホールは大きな池を迂回するホール。
5. ベガスデザートカントリークラブ - 荒野を舞台にした、かなり難しいコース。サボテンが攻略ルートをさえぎっている。2番ホールはパー3だが、バックティーでは250y以上あり1打で届かないことが多い。14番ホールはパー5だが、途中でフェアウェイが途切れているため強い追い風があっても2オンは困難。
6. エキストラコース - お楽しみコース。後半はパー3～5が全て3ホールずつある。グリーンの傾斜が単純なため、パットの難易度は低い。15番ホールは直線距離が150y程度とすごく短いため、途中に山があるものの容易にショートカットが可能で、風向き次第では1オンも狙える。
7. 左右反転コース - コース選択画面でL1とL2を同時に押しながら選ぶことで、コースの左右が反転する[7]。
8. S.　パットゴルフ場
9. T.　練習場

### みんなのGOLF2
1. しおさいカントリークラブ - たまに海からの強風が吹くが、全長は短いのでプレーしやすい。後に「New みんなのGOLF」にて有料DLCコースとして再登場し、本コースのBGM（BGMは原作の夏のもの）、バーディチャンス、パーチャンス時のBGMがそのまま使用されている。
2. おおわし岳カントリークラブ - 1のフジヤマカントリークラブを髣髴とさせる山岳コース。10番ホールはパー5だが、セカンドショットで途中の斜面に引っかかりやすいので2オンが難しい。
3. しらかば高原カントリークラブ - すべてのホールが500y以下と全長は短いが、芝目の強い走るグリーンや、木立が妨害するパワーよりも技を重視したコースである。打ち下ろしのホールが多い。
4. エメラルドリゾート - グリーンは芝目弱だが、椰子の木や池、バンカーなどがしらかば高原カントリークラブとくらべて増えている。これまでの3コースに比べ、格段に全長が長くなっている。
5. スコーピオンバレー - 砂漠に作られた、バンカーが多いコース。エメラルドリゾートより全長は短いが、18番ホールは440y台のパー4である。3番ホールの広大なバンカーの端にはオアシス風にウォーターハザードが設置してあり、池は同コース内ではこれだけである。
6. ザ・ナショナル - 林間のコース。フェアウェイが狭くなったり、水場やバンカーが効果的に配置されたテクニカルコース。
7. キングスガーデン - 本作の最終面。ほとんどのホールに池が仕掛けられ、ペナルティーでスコアを崩しやすい。また、大きな砲台グリーンや、グリーンをさえぎるように立てられた木も厄介。3以降の高難易度コースほどではないが、風も強い。
8. S.　みんなのカントリークラブ - 9ホールのパー3のショートコース。

### みんなのGOLF3
1. さくら山温泉カントリークラブ - 富士山が見える日本的な箱根をイメージしたコース。大仏や東京タワーがありかなり和やか。
2. アロハビーチリゾート - 南国情緒あふれる海岸のコース。海に落ちるとOBになる。
3. ウエスタンバレーカントリークラブ - 崖の間を縫うようなコースレイアウト。17番ホールには火山がある。
4. バグパイプクラシック - ゴルフ発祥の地イギリスのスコットランドに設計されたコース。ポットバンカーが多数。シリーズ恒例の英国リンクスコースの元祖。
5. ユナイテッドフォレストゴルフコース - アメリカのオーガスタをイメージしたコース。森林コースで風が強い。このコース以降、高難易度林間コースがシリーズの定番となっていく。
6. S.　あけぼのニューゴルフコース - 9ホールのパー3のショートコース。

### みんなのGOLFオンライン
1. さくら山温泉カントリークラブ - 3からの移植
2. アロハビーチリゾート - 3からの移植
3. ウエスタンバレーカントリークラブ - 3からの移植
4. バグパイプクラシック - 3からの移植
5. ユナイテッドフォレストゴルフコース - 3からの移植
6. ノーザンフォックスカントリークラブ - のんびりと雰囲気、初心者向けのコース。北海道のイメージで設計され、2番ホールにはテレビ塔がある。
7. ワイルドグリーンカントリークラブ - ジャングルに作られたコース。密林や石像が妨害しており、難易度は高い。
8. ワンダーランドカントリークラブ - さまざまな世界が凝縮された最難関コース。小さな世界とコミカルな音楽が特徴。
9. 川奈ホテルゴルフコース - 4からの移植
10. ロイヤル＆リンクスカントリークラブ - ポータブルからの移植
11. S.　あけぼのニューゴルフコース - 3からの移植

### みんなのGOLF4
この作品は「コースの番号が大きければ大きいほど難易度が上がる」というわけではないので注意。初めからプレーできるのは、コース1・6・11である。また前作と同じコースでも、木の配置などが多少変更されている。
1. さくら温泉カントリークラブ - 3からの移植
2. アロハビーチリゾート - 3からの移植
3. ウェスタンバレーカントリークラブ - 3からの移植
4. バグパイプクラシック - 3からの移植
5. ユナイテッドフォレストゴルフコース - 3からの移植
6. ノーザンフォックスカントリークラブ - オンラインからの移植
7. ワンダーランドカントリークラブ - オンラインからの移植
8. ワイルドグリーンカントリークラブ - オンラインからの移植
9. シルクロードクラシック - 中国に設計され、万里の長城に接するホールもある。一部崖に接しているホールもあり、転落するとOBに。
10. ブルーラグーンカントリークラブ - 海の近くの島々のコース。海賊に関するアイテムや難破船もある。中～上級者向け。
11. 富士桜カントリークラブ - 山梨県南都留郡富士河口湖町に実在するコース。全体的に距離の短いホールが多いが、パー5の距離は長く打ち上げのものもあり、イーグルを取るのは簡単ではない。
12. 川奈ホテルゴルフコース - 静岡県伊東市に実在するコース。総合距離は短いがアップダウンが大きく、12番ホールはバックティーだとピン位置によってはみんなのGOLFシリーズ史上初となる、直線距離が600yに達するホールになる。
13. S.　松風ゴルフクラブ - 9ホールのパー3のショートコース。

### みんなのGOLFポータブル1、2
本稿ではポータブル2の12コース表示で記述している。奇数番号がポータブル1に登場する6コースである（全く同一ではなく、レギュラーティー・バックティー間の距離の格差を縮めたりしているなど、改修されている部分がある）。
1. 南アルプスカントリークラブ - 山岳コースでフェアウェイは広い。打ち下ろしのホールがとても多く、風はそれほど強く吹かない。コース全長が短く、ワンオン可能なパー4も多い。バックティーになるとコース全長が大きく延びる。パー3やパー4の平均距離が短い。悪天候時には雪が降る。
2. なかがわパブリックゴルフ場 - 河川敷の平坦なフェアウェイが中心の初心者向きコース。前半のホールの距離がとても短く、パー5の平均距離も短い。
3. 紅葉坂ゴルフ倶楽部 - 重要文化財も点在する気品あるコース。打ち下ろしのホールが多め。これまでのコースから一気に距離が延びるため、ある程度の飛距離が必要。ポータブル1と2の違いでは、2・13番ホールと、4・15番ホールが交換されている。
4. セントラルゴルフスクエア - 市街地の公園の中のコース。凝った仕掛けが多く、17番は池の中のグリーンである。18番は極端なドッグレッグホールで、背丈のあるネットがグリーンを囲うため、2オンさせるには工夫が必要。
5. オリーブコーストカントリークラブ - 海沿いのリゾート地が舞台。崖下に落ちるとOBになる。やや難易度は高い。3番や4番ではカートウェイを利用した戦略を取ることが可能。
6. みちのく峠カントリークラブ - 東北をイメージした、あちこちに温泉が沸き立つ山岳コース。崖や林を縫う狭いコースレイアウトなど、初心者にはやや厳しい。悪天候時には雪が降る。
7. ゴールデンデザートゴルフコース - 砂漠面。このコースから600y強のパー5が登場する。砂漠が丸々OBとなっているホールもあり、結構難しい。ポータブル2ではポータブル1と比べ、距離の長さや、11、12番ホールのバンカーが撤去されたりなどして少し難易度が抑えられている。
8. ガムランアイランドリゾート - 南半球の宝石と称される島が舞台。崖沿いのグリーンや、OBの海など、ミスをすると一気にスコアを崩しかねない。
9. ロイヤル＆リンクスカントリークラブ - イギリスの名門コース。全体的に強い風が吹き、深いラフやバンカーがあり、距離も長く上級者向け。特に直線距離が長く、バックティーだと7500yを超える。パー3やパー4の平均距離が長い。ポータブル1では全長が8100yで18番ホールのバックティーは673yと、共にみんなのGOLFシリーズ史上最長距離を誇ったが、ポータブル2で距離が測り直され短くなった。ただし16番ホールは514yと、みんなのGOLFシリーズに登場するパー4としては当時では最長の距離になった。『みんなのGOLFオンライン』でも、条件を満たせばこのコースを手に入れることができた。
10. エル・アンデスゴルフクラブ - アンデス山脈の遺跡に発見された。アップダウンが激しく、バックティーになると500y強のパー4が3ホール出てくる。コースには地上絵もある。
11. ダイナパークゴルフクラブ - ポータブル1の最終面。太古の世界をイメージしたので、恐竜の模型が至るところに存在し、滝やマグマが流れるホールなどがある。きつい傾斜が連続し、大きな崖や岩がショートカットを阻む。距離が非常に長く、バックティーになると8000yの大台に突入するが、ドッグレッグしたホールが多いため直線距離はそれほど長くはない。パー5の平均距離が長い。
12. フォートレスヤードゴルフコース - ポータブル2の最終面。ダイナパークと比べて距離は短いが、背の高い森林が邪魔をする。またグリーンの傾斜がかなり強い。砲台グリーンが多く、風が強く吹きやすい。打ち上げのホールが多く、バックティーでもコース全長はあまり変わらない。

### みんなのGOLF5
7面以降のコースは、アップデート（コースを購入する際に有料となる）で手に入る。
1. あやめヶ原カントリークラブ - あやめが咲いている水辺のコース。簡単そうに見えても、池、盛り上がったラフ、随所に立つ木等が難易度を上げていることもある。
2. ちゅら海ゴルフリゾート - 沖縄が舞台のコース。海辺なので時折風が強く吹く。
3. ユーロクラシックゴルフコース - 山あいのコース。コースには城も点在する。長めのパー4もある。2、4、17、18番のように、レギュラーティとバックティの格差が激しいホールが多い。
4. グレートサファリカントリークラブ - アフリカのコース。岩や高い雑草が妨害。コース近くで動物、車、熱気球などが見られる。
5. シルバーピークスゴルフコース - スカンジナビア半島の雪山コース。6番ホールには大きな古城がある。2、7、12、17番ホール全てのパー3が谷越えで、届かないとOBとなる。アップダウンやそそり立つ岩肌など、山岳コースならではの難関が待つ上級者向けコース。悪天候時には雪が降る。
6. ザ・クラウンフィールド - 最終面。前半は森林コース、後半は海に面したいわゆるリンクスコース。4番ホールは大きく盛り上げられ、なおかつ奥に下る砲台グリーンであり、ジャストインパクトしないとグリーンの手前にボールが落ちても、奥の池へ落ちることがある。グリーンの複雑なうねりはシリーズ中でもトップクラスの厳しさで、それに加えて全長も軽く7500yを越える、飛距離と精密さを求められるコース。
7. オセアニアリゾートコース - 巨大な一枚岩をはじめ、オーストラリアらしいオブジェクトがあちこちに存在する。全体的に池が多く、パー3はかなり高難易度である。
8. ジュラシックアイランドカントリークラブ - 絶海の孤島、ジャングルの中や噴火する火山の近くにもコースがあり、コース内で恐竜などを目撃できる。難易度は公式ではシルバーピークスと同じとされており、1オンできるパー4もあるが他は450y以上のものが多く、ドッグレッグしたパー5が多い。強風とグリーンの傾斜の厳しさ、樹木の多さ、悪天候が数ホール続く、ハザードの多さが高難易度の要因になっている。気象条件によってはクラウンより手ごわいと感じる者もいるくらい厳しいコース。
9. T.　練習場

### みんなのGOLF6
「5」と同様に、7面以降のコースは、アップデート（コースを購入する際に有料となる）で手に入る。PS3版では、さくら山温泉とマルシエロも標準搭載。
1. メープルリーフゴルフクラブ - カナダに作られた高原コース。風車が回っているホールもある。
2. かぐら山カントリー倶楽部 - 山の裾野に作られた日本のコース。17番ホールはグリーン周りを池が取り囲む。
3. ハーベストヒルズゴルフコース - アメリカに作られており、牧歌的な風景が特徴的。広い畑や、たくさんの風力発電機があり、やや難しい。
4. ラ・プロヴァンスリゾート - ヨーロッパの海辺に作られたコース。赤土の建物や水道橋があるホールもある。15番ホールでは、水道橋から滝のように水が出ており、そのふもとの島にグリーンがあるパー3である。
5. アルアラビアンゴルフクラブ - 上級者向け。中東にある、奇岩や砂漠が特徴的なコース。風も強く吹きやすい。6番ホールはグリーンの中にバンカーがあるハンディ1のホール。18番ホールはみんなのGOLF史上初の最終ホールのパー3で、距離の長い打ち下ろしである。
6. レガシーオブゴルフリンクス - 最終面。高度なテクニックが問われる、北大西洋の孤島に作られた断崖絶壁の上のコース。8番ホールは海越えかつ、グリーンの幅がかなり狭い。9番ホールはグリーンの起伏が非常に激しい。悪天候時には雪が降る。
7. さくら山温泉カントリークラブ - 2012年7月より登場。「3」と「4」に収録された同名のコースを少し改修してリメイクされた。桜が咲いた春の山すそのコースで、14番ホールには大仏もある。PS3版では標準で搭載されており、且つ初めから選択可能。
8. マル・シエロゴルフコース - 2012年7月より登場。メキシコのカリブ海沿いのコース。難易度はプロヴァンスリゾートと同格だが、海岸ギリギリにコースがあるホールが多く海に落ちやすい。また随所に樹木、サボテンがあるのも特徴。後半は遺跡も登場する。PS3版では標準で搭載されている。
9. ノーザンフォックスカントリークラブ - 2012年8月（PS3版では、2013年4月）より登場。「4」に収録された同名のコースのリメイク。
10. S.みんなのショートコース - （PS3版、かつ対戦時のみ選択可能）「6」に収録されているコースの中からランダムでホールが選ばれる。同じホールのレギュラーティー、バックティーが選ばれることもある。

### みんゴル（アプリ版・ドリコム開発）
ドリコム版「みんゴル」は各コースとも9ホールずつとなっている。アプリ登場当初はコースは5面までだったが、アップデートにより新コースが追加されている。また、コースに「ビギナー」「アマチュア」「プロ」という3種類のレベル分けがあり、後者のものほど難しい条件下でラウンドすることになる。
このほか、期間限定イベントでコースが出現することもあり、これは同アプリで過去に登場したコースがアレンジ（強風・猛暑・極寒・デカカップなど）して登場する形式となっている。「●●スピンチャレンジ」というイベント用コースではコースに大掛かりな障害物が現れることもある。
また、「MGC（みんゴルグランドチャンピオンシップ）」というモードのファイナル（予選通過者・つまり決勝ラウンド）では太平洋クラブが監修した富士山の麓のゴルフコースをプレーすることになる（イメージとしては同クラブの御殿場コースに近い）。
1. 東京グランドゴルフガーデン - 東京の市街地の中のコース。東京タワーや東京都庁がコースの近辺に建っている。
2. スコティッシュクラシック - 英国のクラシック系コース。風力発電機が障害物となっている。
3. オーシャンラグーンリゾート - タヒチのコース。距離の長いホールも存在する。
4. 華風カントリー倶楽部 - 北京の街中にあるコース。塔や岩山が障害物となっている。
5. パンターノカントリークラブ - 湿地帯がコースの中にある。フェアウェイをしっかりキープできないと苦杯を喫しやすい。
6. アクロポリスレガシー - ギリシャのコース。起伏が激しく、簡単には攻略はできない。
7. ザ・ファラオガーデン - エジプトのコース。砂漠のためバンカーが多く、コース特有の「猛暑」が発動するとインパクトのサークル速度が速くなり、難易度が高くなる。
8. ジャックポットガーデン - 夜の市街地コース。噴水や、ビルなど大がかりな建築物が障害物となる。
9. ピュアフィールドリンクス - ニュージーランドのコース。高低差が激しく、また大雨が降ることがありボールの勢いが大幅に殺されやすい。余談だが、パー数の並びは本家「6」のレガシーオブゴルフリンクスのOUTとまったく一緒である。
10. ノーザンライツカントリークラブ - アラスカ州のコース。本家「5」のシルバーピークスに近い雰囲気の山岳コースであり、アップダウンが激しいホールが多い。「降雪」や「極寒」のエフェクトにより、飛距離が落ちてしまうことがある。
11. パリスロワイヤルガーデン -  フランスのパリの市街地コース。凱旋門やエッフェル塔がコース内にある。バンカーの形は独特。
12. サバンナワイルドリゾート - アフリカのコース。本家「5」のグレートサファリに近い。コースレベルがアマチュアだと全ホールが雨、プロだと全ホールが大雨でのラウンドを強いられる。
13. ドバイアーバンゴルフクラブ - ドバイにあるコースで、ビルの上にコースがあるホールもあれば、砂埃が舞ってショットのブレが大きくなってしまうホールもある。
14. ハワイアンアイランドリゾート - ハワイにあるコースで、本家「1」のコースと似たような名前だが全く別物のコース。グリーンが堅く転がりやすい。また7番ホールはパー4だが550yを越えているため、かなり長いパー4となる。
15. キングスガーデン - 同アプリ3周年記念として、本家「2」の同名コースをリメイク。ただし、ホール数は9ホールとなっている。グリーンの傾斜が大きい。また、バックティーが増設されている。

### New みんなのGOLF
番号が6面以降のコースはDLCでの購入となる。前述の通り、9ホールごとのオープンコースとなっている。なお、リメイクを除くコース内では複数のBGMが流れており、これはシリーズ史上初の試みである。ティーの数は3つであり、レギュラー・バックティーに加え、更に距離の延びたチャンピオンティーもある。
1. イーグルシティゴルフクラブ - アメリカの市街地の近辺にあるコース。各ホールは池や椰子の木で隔てられている。
2. アルピナフォレストゴルフコース - スイスの高原をイメージしたコース。なだらかなアップダウンが特徴。チャンピオンティーになると大幅に距離が延びるホールもある。
3. カナロアビーチゴルフリゾート - 海沿いのリゾート地に作られたコース。アップダウンや距離のあるパー5が特徴。飛距離の求められるホールが多い。
4. ヴォルテックスバレーゴルフコース - グランドキャニオンを連想させる荒地のコース。起伏に富み、大きなアップダウンのあるホールが多い。
5. インペリアルガーデン - 通常コースでは最終面。エンディングを見た者だけが挑戦を認められる、自然を生かした深いラフ、フェアウェイ上やグリーン周辺に落とし穴の如く掘られたポットバンカーが特徴のリンクスコース。エンディング後にコースが手に入るのは「2」のキングスガーデン以来となる。BGMはトーナメント版のものを含めると5種類あり、一部の曲は途中から分岐しているバージョンもある（低確率で流れる）。
6. グリーンカントリークラブ - 「1」の同名コースをリメイク。前述の通り、当時のBGMが再現されている。グリーンは起伏のきついものが多い。
7. しおさいカントリークラブ - 「2」の同名コースをリメイク。グリーンカントリー同様に当時のBGMが再現（夏のものを使用）され、原作にはなかったグリーンに傾斜がつけられた。
8. ナムロンベイカントリークラブ - 2017年11月に登場。東南アジア沿岸部の岩礁地帯に作られたコース。巨大な奇岩や、バンカー代わりに設置された水たまり（浅いウォーターハザード）が行く手を阻む。中にはフェアウェイやグリーンの一部が浸水しているホールも存在する。
9. パインヒルズゴルフクラブ - 2018年3月に登場。「ポータブル2」の作品のトリを務めたコース、フォートレスヤード以来となる、オーガスタ・ナショナル・ゴルフクラブ風の高難易度林間コース。傾斜がきつく総合距離が長い。またこの手の風貌のコースの例によって、背の高い木々が障害物となる。後方のティーだと500yを超すパー4も多く見られる。BGMは先述のインペリアルガーデンと共用しているものもある。
10. 秋ヶ瀬渓谷カントリー倶楽部 - 2018年8月に登場。日本の秋をイメージした渓谷のコースであり、距離の短いパー4もあるがほとんどのホールに切り立った崖、岩山が待ち受ける。フェアウェイも細く、他のコースに比べて風が強めに吹きやすい。5番ホールはチャンピオンティーだと549yの距離であり、携帯電話版などの外伝作品を除けばシリーズ史上最長のパー4となる。7番ホールはチャンピオンティーだと732yの距離があり、みんなのGOLF史上初の700yを越えるホールとなっている。BGMは3種類あり、いずれも吉田兄弟を連想させる三味線をいかしたテンポのよい曲となっている。

## 使用できるギアの種類
クラブとボール、すなわちギアの要素は「初代」にはなく、「2」より登場した。大会の優勝賞品としてもらえるアイテムであり、様々な項目のパラメータに変動を与える。
記号の解説
2…みんなのGOLF2、3…みんなのGOLF3、4…みんなのGOLF4、P1…みんなのGOLFポータブル、
5…みんなのGOLF5、P2…みんなのGOLFポータブル2、6…みんなのGOLF6
○:登場する×:登場しない
性能は、最新作のものに準ずる。

### クラブ
| クラブ名                                       | 2 | 3 | 4 | P1 | 5 | P2 | 6 | 性能 |
| ---------------------------------------------- | - | - | - | -- | - | -- | - | --- |
| インフィニティ                                 | × | ○ | ○ | ×  | ○ | ○  | ○ | パワーとコントロールとスピンが少し上がるが、インパクトが大きく下がり、 サイドスピンも下がり、雨も苦手になる。                                            |
| グラスカッター                                 | × | × | × | ○  | × | ×  | ○ | ラフに強くなり、コントロールも少し上がるが、サイドスピンが下がる。                                                                                       |
| こん棒                                         | × | × | × | ○  | × | ×  | × | パワーが大きく上がるが、コントロールとインパクトが下がる。                                                                                               |
| スタンダード                                   | ○ | ○ | ○ | ○  | ○ | ○  | ○ | 最初から使える、平均的な性能のクラブ。 |
| ターボスピン                                   | ○ | ○ | ○ | ○  | ○ | ○  | ○ | スピンが上がり、インパクトが少し下がる。 |
| ビギナーズ                                     | ○ | ○ | ○ | ○  | ○ | ○  | ○ | インパクトが上がり、パワーが下がる。 |
| ビッグエアー                                   | ○ | ○ | ○ | ○  | ○ | ○  | ○ | パワーが上がり、インパクトが下がる。 |
| ビッグマグナム                                 | × | × | × | ○  | ○ | ×  | ○ | パワーが大きく上がるが、コントロールとスピンが下がり、インパクトも少し下がる。                                                                           |
| 100tハンマー                                   | × | × | ○ | ×  | × | ×  | × | パワーが大きく上がるが、コントロールとスピンが下がり、インパクトも少し下がる。                                                                           |
| ピンホール                                     | ○ | ○ | ○ | ○  | ○ | ○  | ○ | コントロールが上がるが、インパクトが少し下がる。 |
| みんなのクラブ （4・5） 練習用クラブ （6以降） | × | × | ○ | ×  | ○ | ×  | ○ | インパクトを忘れた時に自動でショットしてくれるが、パワーが大きく下がり、 コントロールも下がる。4でのみんなのクラブは常に自動でインパクトの操作がされる。 |
| メガスピン                                     | × | × | × | ○  | × | ×  | × | スピンが大きく上がるが、インパクトが大きく下がる。 |
| レーザービーム                                 | × | × | × | ○  | × | ×  | × | コントロールが大きく上がるが、インパクトが大きく下がる。                                                                                                 |
| サンドバイパー                                 | × | × | × | ×  | × | ×  | ○ | バンカーに強くなり、パワーも少し上がるが、コントロールが下がる。                                                                                         |

### ボール
| ボール名       | 2 | 3 | 4 | P1 | 5 | P2 | 6 | 性能                                                                               |
| -------------- | - | - | - | -- | - | -- | - | ---------------------------------------------------------------------------------- |
| インフィニティ | × | ○ | ○ | ×  | ○ | ○  | ○ | パワーとコントロールとスピンが少し上がるが、サイドスピンが下がって雨が苦手になる。 |
| グラスカッター | × | × | × | ×  | ○ | ×  | × | ラフが苦手なら普通に、普通なら得意になる。                                         |
| コミカル       | ○ | × | × | ×  | × | ×  | × | ショット後にエフェクトが付くが、パワーが大きく下がる。                             |
| サイドスピン   | × | ○ | ○ | ○  | ○ | ○  | × | サイドスピンが上がるが、コントロールが下がる。                                     |
| サンドバイパー | × | × | × | ○  | ○ | ×  | × | バンカーが苦手なら普通に、普通なら得意になる。                                     |
| スタンダード   | ○ | ○ | ○ | ○  | ○ | ○  | ○ | 最初から持っている、標準的な性能のボール。                                         |
| ストレート     | ○ | ○ | ○ | ○  | ○ | ○  | ○ | 弾道がストレートになるが、スピンとサイドスピンが下がる。                           |
| ターボスピン   | ○ | ○ | ○ | ○  | ○ | ○  | ○ | スピンとサイドスピンが上がるが、コントロールが下がる。                             |
| ビギナーズ     | × | ○ | ○ | ○  | ○ | ○  | ○ | インパクトが上がるが、パワーが下がる。                                             |
| ビッグエアー   | ○ | ○ | ○ | ○  | ○ | ○  | ○ | パワーが上がるが、コントロールが下がる。                                           |
| ピンホール     | ○ | ○ | ○ | ○  | ○ | ○  | ○ | コントロールが上がるが、サイドスピンが下がる。                                     |

## 製品に使用されているフォント
当初はオリジナルのものであったが、ダイナコムウェアを中心に、ニィスやフォントワークスのフォントも使用されている。
みんなのGOLF
オリジナルのものを使用。
みんなのGOLF2
オリジナルに加え、一部（「フェアウェイ 残り●●y」の部分など）にダイナコムウェアのフォントを使用した。
みんなのGOLF3、オンライン、4
この期では、ニィスのウインクス（近年の日本テレビや中京テレビのニュース用フォントでもある）などを主に使用している。4では残り距離の部分にJTCウイン（丸ゴシック）のフォントが使われている。
みんなのGOLF5、ポータブル1・2、6
この期からフォントワークスのフォント（主にロダンNTLG、ニューロダンなど）を多用している。一部にダイナコムウェアのフォントも使用されている。6ではフォントワークスのスーラもロード画面などを中心に見られる。
ドリコム版「みんゴル」、New みんなのGOLF
フォントワークスのフォントが使用されている。中でも同社の「ユールカ」というフォントが多く使われているのが特徴。

## 評価
『みんなのゴルフ』はGameRankingsでは15のレビューから平均81％。Game Informerではゴルフシミュレーターではないという批判があったが2001年の100th issueで87位にランクイン、シンプルな部分と複雑な部分のバランスを賞賛した。
『みんなのGOLF2』はGameRankingsでは17のレビューから平均82％。ファミ通クロスレビューでは8、9、8、9の34点でゴールド殿堂入り。レビュアーは四季折々の美しいグラフィック、親切で快適な遊びやすさ、演出などで爽快感が向上、ツアー賞金や賞品でグレードアップしていく楽しさ、前作からの良点の継承を賞賛、一方でキャラクターに魅力がほしかった、感覚をつかめたワイヤーフレームがなくなって残念とした。